# 1929년 헤브론 학살
헤브론 학살(Hebron massacre)은 1929년 팔레스타인 위임통치령의 헤브론에서 아랍인들의 공격으로 67~69명의 유대인이 사망한 사건이다. 공격은 유대인들이 예루살렘의 아랍인들을 학살하고 성전산을 공격하려 한다는 잘못된 정보로 촉발되었다. 생존한 유대인들은 영국 당국에 의해 헤브론을 떠났다가 대부분 1931년에 복귀하였으나, 1936년~1939년 팔레스타인 아랍 봉기로 대부분 퇴거하였다.
헤브론 학살은 133명의 유대인과 116명의 아랍인 사망자를 낸 1929년 팔레스타인 봉기의 일부이다. 헤브론과 제파트에서의 학살은 팔레스타인과 그 외 유대인 공동체에게 충격을 주었으며, 이스라엘 방위군의 모태 중 하나가 되는 유대인 준군사조직 하가나(Haganah)의 출범으로 이어졌다.